# I liga polska w rugby (2004/2005)
I liga polska w rugby (2004/2005) – czterdziesty dziewiąty sezon najwyższej klasy ligowych rozgrywek klubowych rugby union w Polsce. Tytuł mistrza Polski obroniła Arka Gdynia, która w finale rozgrywek pokonała Budowlanych Łódź. Trzecie miejsce zajęła Posnania Poznań.

## System rozgrywek
Rozgrywki toczono systemem jesień – wiosna, w trzech fazach. W pierwszej fazie wszystkie drużyny rozgrywały mecze każdy z każdym, bez rewanżów. W drugiej fazie drużyny dzielono na dwie grupy – sześć najlepszych drużyn walczyło o mistrzostwo, a cztery najsłabsze broniły się przed spadkiem. W każdej grupie mecze rozgrywano każdy z każdym (w grupie mistrzowskiej bez rewanżów, w grupie spadkowej mecz i rewanż) z zaliczeniem wyników z pierwszej rundy. Trzecia faza odbywała się w systemie play-off i uczestniczyły w niej drużyny z grupy mistrzowskiej. Zespoły sklasyfikowane na miejscach od pierwszego do czwartego grały w półfinałach (pierwszy z czwartym i drugi z trzecim), a drużyny z miejsc piątego i szóstego rozgrywały mecz o piąte miejsce. Wszystkie spotkania odbywały się na boiskach drużyn wyżej sklasyfikowanych. Zwycięzcy półfinałów spotkali się w finale, którego stawką było mistrzostwo Polski, a przegrani w meczu o trzecie miejsce. Rozgrywki trwały od 28 sierpnia 2004 do 19 czerwca 2005.

## Uczestnicy rozgrywek
W rozgrywkach wzięło udział dziewięć najlepszych drużyn I ligi z poprzedniego sezonu: Arka Gdynia, Budowlani Łódź, Lechia Gdańsk, Budowlani Lublin, Orkan Sochaczew, Ogniwo Sopot, Folc AZS Warszawa, Posnania Poznań i AZS AWFiS Gdańsk, oraz najlepsza drużyna II ligi z poprzedniego sezonu: Skra Warszawa.

## Przebieg rozgrywek

### Pierwsza faza
Wyniki spotkań:
|                   | Arka Gdynia | Budowlani Łódź | Lechia Gdańsk | Budowlani Lublin | Orkan Sochaczew | Ogniwo Sopot | Folc AZS Warszawa | Posnania Poznań | AZS AWFiS Gdańsk | Skra Warszawa |
| Arka Gdynia       | –           | 22:6           | –             | 87:7             | –               | 20:12        | –                 | 39:6            | –                | 34:5          |
| Budowlani Łódź    | –           | –              | 6:5           | –                | 48:6            | –            | 25:24             | –               | 19:3             | 41:0          |
| Lechia Gdańsk     | 6:12        | –              | –             | 53:0             | –               | 60:6         | –                 | 34:0            | –                | 24:15         |
| Budowlani Lublin  | –           | 19:14          | –             | –                | 18:20           | –            | 24:6              | –               | 24:22            | 17:3          |
| Orkan Sochaczew   | 9:21        | –              | 8:20          | –                | –               | 17:11        | –                 | 14:22           | –                | 10:8          |
| Ogniwo Sopot      | –           | 13:20          | –             | 30:7             | –               | –            | 14:13             | –               | 10:10            | –             |
| Folc AZS Warszawa | 7:27        | –              | 23:29         | –                | 28:0            | –            | –                 | 27:34           | –                | –             |
| Posnania Poznań   | –           | 15:26          | –             | 27:22            | –               | 33:30        | –                 | –               | 35:17            | –             |
| AZS AWFiS Gdańsk  | 3:32        | –              | 12:34         | –                | 15:17           | –            | 5:42              | –               | –                | –             |
| Skra Warszawa     | –           | –              | –             | –                | –               | 15:10        | 3:26              | 0:9 (wo)        | 13:7             | –             |

Tabela po pierwszej fazie (na zielono wiersze z drużynami, które awansowały do grupy walczącej o miejsca 1–6, a na żółto do grupy walczącej o miejsca 7–10):
| Pozycja | Drużyna           | Mecze | Punkty razem | Bilans punktów |
| ------- | ----------------- | ----- | ------------ | -------------- |
| 1       | Arka Gdynia       | 9     | 27           | 274:49         |
| 2       | Budowlani Łódź    | 9     | 23           | 205:107        |
| 3       | Lechia Gdańsk     | 9     | 23           | 265:82         |
| 4       | Posnania Poznań   | 9     | 21           | 164:172        |
| 5       | Orkan Sochaczew   | 9     | 17           | 137:152        |
| 6       | Budowlani Lublin  | 9     | 17           | 138:262        |
| 7       | Folc AZS Warszawa | 9     | 15           | 196:161        |
| 8       | Ogniwo Sopot      | 9     | 14           | 136:195        |
| 9       | Skra Warszawa     | 9     | 12           | 62:169         |
| 10      | AZS AWFiS Gdańsk  | 9     | 10           | 94:226         |

### Druga faza

#### Grupa walcząca o miejsca 1–6
Wyniki spotkań:
|                  | Arka Gdynia | Budowlani Łódź | Lechia Gdańsk | Posnania Poznań | Orkan Sochaczew | Budowlani Lublin |
| Arka Gdynia      | –           | –              | 22:9          | –               | 77:10           | –                |
| Budowlani Łódź   | 6:6         | –              | –             | 21:9            | –               | 9:0 (wo)         |
| Lechia Gdańsk    | :           | 6:17           | –             | –               | 76:0            | –                |
| Posnania Poznań  | 29:33       | –              | 20:20         | –               | 32:0            | –                |
| Orkan Sochaczew  | –           | 14:20          | –             | –               | –               | 47:33            |
| Budowlani Lublin | 7:52        | –              | 17:32         | 9:0 (wo)        | –               | –                |

Tabela grupy po drugiej fazie (na zielono wiersze z drużynami, które awansowały do półfinałów, a na żółto do meczu o piąte miejsce):
| Pozycja | Drużyna          | Mecze | Punkty razem | Bilans punktów |
| ------- | ---------------- | ----- | ------------ | -------------- |
| 1       | Arka Gdynia      | 14    | 41           | 474:122        |
| 2       | Budowlani Łódź   | 14    | 37           | 278:142        |
| 3       | Lechia Gdańsk    | 14    | 33           | 408:158        |
| 4       | Posnania Poznań  | 14    | 28           | 271:292        |
| 5       | Orkan Sochaczew  | 14    | 24           | 172:429        |
| 6       | Budowlani Lublin | 14    | 23           | 204:402        |

#### Grupa walcząca o miejsca 7–10
Wyniki spotkań:
|                   | Folc AZS Warszawa | Ogniwo Sopot | Skra Warszawa | AZS AWFiS Gdańsk |
| Folc AZS Warszawa | –                 | 26:14        | 33:10         | 49:0             |
| Ogniwo Sopot      | 11:40             | –            | 35:6          | 37:7             |
| Skra Warszawa     | 3:26              | 10:23        | –             | 17:3             |
| AZS AWFiS Gdańsk  | 10:35             | 0:35         | 11:8          | –                |

Tabela grupy po drugiej fazie:
| Pozycja | Drużyna           | Mecze | Punkty razem | Bilans punktów |
| ------- | ----------------- | ----- | ------------ | -------------- |
| 1       | Folc AZS Warszawa | 15    | 33           | 405:209        |
| 2       | Ogniwo Sopot      | 15    | 28           | 301:284        |
| 3       | Skra Warszawa     | 15    | 20           | 116:309        |
| 4       | AZS AWFiS Gdańsk  | 15    | 18           | 125:407        |

### Trzecia faza (play-off)
Mecz o piąte miejsce:
|                                     | Bakoma Orkan Sochaczew                                       | 22:15 | Budowlani Lublin | Sędzia: Marcin Zeszutek |
| Tomasz Jabłoński 12, Michał Kłak 10 | Jakub Jasiński 10, Tomasz Mietlicki 3, Bartłomiej Jasiński 2 | 22:15 |                  | Sędzia: Marcin Zeszutek |
| Artur Adamiak · Michał Polakowski   | Bartłomiej Jasiński                                          | 22:15 |                  | Sędzia: Marcin Zeszutek |

Półfinały o miejsca 1–4:
|                                                                                      | Arka Gdynia                    | 23:13(13:10) | Posnania Poznań | Sędzia: Wiesław Piotrowicz |
| Stanisław Krieczun 8, Kazimierz Raszpunda 5, Paweł Nowak 5, Waldemar Szwichtenberg 5 | Jurij Buchało 8, Piotr Kozek 5 | 23:13(13:10) |                 | Sędzia: Wiesław Piotrowicz |
| Jacek Wojaczek                                                                       | Piotr Korek                    | 23:13(13:10) |                 | Sędzia: Wiesław Piotrowicz |

|                                                             | Blachy Pruszyński Budowlani Łódź | 20:6(14:3) | Lechia Gdańsk | Sędzia: Grzegorz Michalik |
| Tomasz Grodecki 10, Maciej Pabjańczyk 5, Sławomir Kiełbik 5 | Janusz Urbanowicz 6              | 20:6(14:3) |               | Sędzia: Grzegorz Michalik |
| Maciej Pabjańczyk                                           | Stanisław Więciorek              | 20:6(14:3) |               | Sędzia: Grzegorz Michalik |

Mecz o trzecie miejsce:
| 18 czerwca 2005 | Lechia Gdańsk                            | 12:29(12:22) | Posnania Poznań                                                            | Sędzia: Mirosław Żórawski |
| 18 czerwca 2005 | Janusz Urbanowicz 7, Dariusz Marciniak 5 | 12:29(12:22) | Jurij Buchało 14, Krzysztof Wojcieszak 5, Łukasz Kujawski 5, Piotr Korek 5 | Sędzia: Mirosław Żórawski |
| 18 czerwca 2005 | Marcin Szumiński · Paweł Najdek          | 12:29(12:22) | Janusz Urbanowicz                                                          | Sędzia: Mirosław Żórawski |

Finał :
| 19 czerwca 2005 | Arka Gdynia                                                   | 18:11(8:3) | Blachy Pruszyński Budowlani Łódź       | Gdynia Widzów: ok. 6000 lub ok. 3000 Sędzia: Eric Gauzins |
| 19 czerwca 2005 | Stanisław Krieczun 8, Kazimierz Raszpunda 5, Serhij Harkawy 5 | 18:11(8:3) | Tomasz Grodecki 6, Marcin Majdziński 5 | Gdynia Widzów: ok. 6000 lub ok. 3000 Sędzia: Eric Gauzins |
| 19 czerwca 2005 | Łukasz Wieczorek                                              | 18:11(8:3) |                                        | Gdynia Widzów: ok. 6000 lub ok. 3000 Sędzia: Eric Gauzins |

## Klasyfikacja końcowa
Klasfyfikacja końcowa ligi (na czerwono wiersz z drużyną, która spadła do II ligi, na żółto z drużyną, która zagrała w barażu o utrzymanie):
| Pozycja | Drużyna                          |
| ------- | -------------------------------- |
| 1       | Arka Gdynia                      |
| 2       | Blachy Pruszyński Budowlani Łódź |
| 3       | Posnania Poznań                  |
| 4       | Lechia Gdańsk                    |
| 5       | Bakoma Orkan Sochaczew           |
| 6       | Budowlani Lublin                 |
| 7       | Folc AZS Warszawa                |
| 8       | Porta Ogniwo Sopot               |
| 9       | Skra Warszawa                    |
| 10      | AZS AWFiS Gdańsk                 |

## Statystyki
Najskuteczniejszym zawodnikiem ligi był gracz Arki Gdynia, Stanisław Krieczun, który w ciągu sezonu zdobył 159 punktów.

## II liga
Równolegle z rozgrywkami I ligi odbywała się rywalizacja w II lidze. Wzięło w niej udział osiem drużyn, a podzielono ja na dwie fazy. W pierwszej drużyny podzielono na dwie grupy liczące po cztery drużyny: północną i południową. Drużyny rozgrywały mecze zgodnie z zasadą każdy z każdym, mecz i rewanż. W drugiej fazie drużyny także były podzielone na dwie grupy – w grupie A grały po dwie najlepsze drużyny obu grup z pierwszej fazy (z wyjątkiem drugiej drużyny Arki Gdynia, która mimo zajęcia drugiego miejsca w grupie północnej, przystąpiła do rozgrywek w grupie B), w grupie B po dwie słabsze drużyny. Do I ligi awansowała najlepsza drużyna II ligi, druga grała baraż o awans z dziewiątą drużyną I ligi.
Tabela końcowa II ligi (na zielono wiersz z drużyną, która awansowała do I ligi, na żółto z drużyną, która awansowała do barażu):
| Pozycja | Drużyna                |
| ------- | ---------------------- |
| 1       | Pogoń Siedlce          |
| 2       | Juvenia Kraków         |
| 3       | WMPD Rugby Olsztyn     |
| 4       | Czarni Pruszcz Gdański |
| 5       | Chaos Poznań           |
| 6       | Biało-Czarni Nowy Sącz |
| 7       | Arka II Gdynia         |
| 8       | Nowa Huta Rugby Klub   |

## Baraż o I ligę
W barażu pomiędzy dziewiątym zespołem I ligi i drugim zespołem II ligi zwyciężyła drugoligowa Juvenia Kraków. Wynik spotkania:
|                       | Skra Warszawa      | 12:15(6:12) | Juvenia Kraków | Sędzia: Wiesław Piotrowicz |
| Maciej Sienkiewicz 12 | Jaroslav Tomčík 15 | 12:15(6:12) |                | Sędzia: Wiesław Piotrowicz |

## Inne rozgrywki
W finale Pucharu Polski Lechia Gdańsk pokonała Folc AZS Warszawa 24:22. W mistrzostwach Polski juniorów zwycięstwo odnieśli Budowlani Łódź, a wśród kadetów Pogoń Siedlce.